# Хемус Груп
Вижте пояснителната страница за други значения на Хемус.
Хемус Груп е българско издателство, създадено през 2000 г.

## История
Издателството е регистрирано през 2000 г. в София. От 2002 г. се управлява от проф. Вера Ганчева. През същата година съдружник става и Васа Ганчева.

## Издания

### Автори
В каталога на издателството фигурират авторите Аугуст Стриндберг, Хербьорг Васму, Ларш Мункхамар, Хенрик Ибсен, Иван Симеонов, Кнут Хамсун, Пер Улув Енквист, Сьорен Киркегор, Ейнар Маур Гвудмундсон, Майкъл Крайтън и Ингмар Бергман.

## Ликвидация
С Решение от 17.12.2021 г., във въззивно търговско дело Апелативен съд – София, 9-ти търговски състав, окончателно определя предстоящо прекратяване и ликвидация на търговското дружество.